# Jessica Morden
Jessica Elizabeth Morden (née le 29 mai 1968), est une femme politique britannique du parti travailliste, qui est députée pour Newport East depuis 2005.

## Jeunesse et carrière
Morden, née dans le Surrey, grandit à Cwmbran. Elle fait ses études secondaires à Croesyceiliog avant d'étudier l'histoire à l'université de Birmingham. 
En 1991, elle travaille pour Huw Edwards, député de Monmouth et entre 1992 et 1995, elle travaille pour Llew Smith, député de Blaenau Gwent. Avant de devenir députée, Morden est secrétaire générale du Parti travailliste gallois et organise certaines campagnes électorales pour les élections de 1997.

## Carrière parlementaire
Morden est sélectionnée comme candidate du Parti travailliste pour Newport East en 2005 par la méthode des listes restreintes de femmes. Elle est élue première femme députée du sud-est du pays de Galles avec une majorité de 6 800 voix.   
Elle soutient Owen Smith dans la tentative ratée de remplacer Jeremy Corbyn aux élections à la direction du Parti travailliste (Royaume-Uni) en 2016. 
Morden est réélue aux élections générales de 2017 avec une majorité beaucoup plus élevée de 8 003 voix. 
Elle est l'une des neuf présidents du Better Planet Education . 